# 巴扎结米镇
巴扎结米乡，是中华人民共和国新疆维吾尔自治区喀什地区麦盖提县下辖的一个乡镇级行政单位。

## 行政区划
巴扎结米乡下辖以下地区：
巴扎结米村、巴格万村、吾尔曼村、亚胡木丹村、恰木古鲁克村、阔什艾肯村、乌尔达库勒村、库台克勒克村、尤勒滚勒克村、波斯喀木村、乌喀村、贝勒克其村、博孜村、苏怕墩村、尤汉巴什墩村和英叶尔村。